# Radio Weekend (Internetradio)
Radio Weekend er en internetradio, der sendte første gang i maj måned 2013. 
Radioen, der udelukkende sender digitalt på internettet, har ingen forbindelse til den tidligere Radio Weekend, som sendte på 103.9 Mhz i slutningen af 1980'erne og starten af 1990'erne. 
Radioen sender fortrinsvis i weekenden, men har i f.eks. skoleferier og i december måned udvidet med udsendelser alle dage.  
Radio Weekend er en ikke-kommerciel radio og som sådan medlem af Sammenslutningen af Lokale Radio- og TV-stationer i Danmark, SLRTV.